# ママレモン
「ママレモン」はライオン（旧・ライオン油脂）が1966年（昭和41年）から販売する台所用洗剤である。 本項は姉妹品の「ママローヤル」「ママクリスタ」も扱う。 

## 歴史
- 1966年（昭和41年） - ママレモンを発売する。 販売開始時のキャッチフレーズは「手を荒らさない洗剤」で、 普及に連れて〇〇レモンと名乗る類似品も多く出回った。
- 1979年（昭和54年） - ママローヤル販売開始。
- 1980年（昭和55年） - ライオン株式会社に移管。
- 1986年（昭和61年） - ママクリスタ販売開始。
- 1999年（平成11年） - ママローヤルα販売開始。
- 2010年代 - ママローヤルナチュール販売開始。

## 商品
ママレモン
通常：800ミリリットル (ml)、特大：2150ml、業務用：4000ml
ママローヤルナチュール
業務用：4000ml

### 生産終了品
- ママクリスタ 食器が輝く研磨剤入り。
- ママローヤル 水だけで洗った時と変わらない手荒れ率。
- ママローヤルα 手をイオンのベールで包み込む。

### テレビCM
- 初めは当時憧れの住宅だった団地の主婦を対象に制作。
  - 白黒あるいはカラーであるか不明。
  - CMソングを高島一恵が唄い評判となる。
- 1970年頃：カラーになり、子育てをする主婦を対象に制作。
- 1980年頃：水切れの良さや油汚れに強いことをPR。

1990年代以降は製作されていない。

#### 歴代テレビCM出演タレント
- 高島一恵（時期不明） - オーストリアへ出航前の日本在住時代にCMソングを唄った。
- 市毛良枝（1979年）
- 真屋順子（1981年 - 1984年）

## 競合品
- ホームレモン、のちにライナ（花王）
- ファミリー（花王）
- マスマスレモン（マスマス石鹸、1978年廃業[1]。）